# Swim (EP)
Pour les articles homonymes, voir Swim.
Albums de Feeder
Two Colours EP
(1995) Polythene
(1997)
Singles
1. Stereo World
Sortie : 7 octobre 1996

Swim est le second EP du groupe de rock alternatif britannique Feeder sorti le 24 juin 1996 et réédité par la suite le 1er juillet 2001.

On retrouve dans cet EP des influences de Smashing Pumpkins ou encore Nirvana, Manic Street Preachers et Silverchair.
La réédition comprend certaines faces B des singles de l'album Echo Park, Buck Rogers et Piece by Piece.

## Liste des titres
Version de 1996
1. Sweet 16 – 3:32
2. Stereo World – 3:32
3. W.I.T. (Women in Towels) – 2:29
4. Descend – 5:25
5. Shade – 4:09
6. Swim – 3:19

Réédition de 2001
1. Sweet 16 – 3:32
2. Stereo World – 3:32
3. W.I.T. (Women in Towels) – 2:29
4. Descend – 5:25
5. Shade – 4:09
6. Swim – 3:19
7. Elegy – 4:13
8. World Asleep – 4:16
9. Chicken on a Bone – 3:45
10. Spill – 2:58
11. Forgiven – 4:47
12. Crash (Vidéo)
13. Cement (Vidéo)

La chanson Chicken on a Bone était présente sur le premier EP du groupe Two Colours EP datant de 1995. La version présente sur cette réédition de Swim date de 1997.

## Participation
- Grant Nicholas - Chant et guitare
- Taka Hirose - Basse
- Jon Lee - Batterie